# James Ryan (vescovo)
James Ryan (Thurles, 17 giugno 1848 – 2 luglio 1923) è stato un vescovo cattolico irlandese naturalizzato statunitense.

## Biografia
Monsignor James Ryan nacque a Thurles, nella contea di Tipperary, il 17 giugno 1848. All'età di sette anni, emigrò negli Stati Uniti d'America con la sua famiglia e si stabilì a Louisville, nel Kentucky.

### Formazione e ministero sacerdotale
Studiò ai St. Thomas' and St. Joseph's Colleges di Bardstown e completò la sua formazione teologica al seminario "Preston Park" di Louisville.
Il 24 dicembre 1871 fu ordinato presbitero per l'Louisville. Prestò servizio in diverse parrocchie di campagna e insegnò al St. Joseph's College di Bardstown prima di trasferirsi nel 1877 nella diocesi di Peoria con il vescovo John Lancaster Spalding. In seguitò operò nelle parrocchie di Wataga, Danville e nella parrocchia di San Columba a Ottawa dal 1881 alla nomina episcopale. Supervisionò la costruzione di nuove chiese e raccolse fondi per coprire i debiti.

### Ministero episcopale
Il 24 febbraio 1888 papa Leone XIII lo nominò vescovo di Alton. Ricevette l'ordinazione episcopale il 1º maggio successivo nella cattedrale dei Santi Pietro e Paolo di Alton dal vescovo di Peoria John Lancaster Spalding, co-consacranti il vescovo di Louisville William George McCloskey e quello di Belleville John Janssen.
Con poco più di trentacinque anni, quello di monsignor Ryan fu l'episcopato più lungo della sua diocesi. Tuttavia, sorprendentemente, sopravvivono pochi documenti del suo episcopato. La mancanza di documentazione tende a dare l'impressione che monsignor Ryan sia stato un vescovo custode e che prese poche iniziative, ma il record di crescita istituzionale e parrocchiale suggerisce il contrario. Il numero stimato di cattolici salì dalle 70 000 unità all'inizio del suo mandato alle 87 000 al momento della sua morte. Durante il suo episcopato vennero aperte quaranta nuove chiese e furono fondati sei ospedali. Le iscrizioni nelle scuole cattoliche crebbero da 7 000 a 12 911, sebbene il numero delle scuole parrocchiali sia aumentato di appena undici unità.
Il vescovo Ryan è meglio conosciuto, tuttavia, per il suo ruolo attivo nell'espansione dell'orfanotrofio di Alton. Nel 1919 iniziò a raccogliere fondi per la costruzione di un edificio di cinque piani che potesse ospitare 500 bambini. Al momento della sua morte nel 1923, aveva contribuito a raccogliere 300 000 dollari per l'orfanotrofio. Morì tuttavia prima che i lavori fossero terminati.
Un altro significativo evento dell'episcopato di monsignor Ryan fu il sinodo diocesano del 1889. Il vescovo convocò l'assemblea del clero diocesano e religioso per adottare norme e regolamenti che avrebbero portato la diocesi a conformarsi ai decreti dei tre Consigli Plenari di Baltimora. Tra le altre cose, il sinodo affrontò le questioni relative ai progetti di costruzione di chiese e scuole, alle finanze e al comportamento dei sacerdoti.
Il mandato di monsignor Ryan come vescovo coincise con la più grande ondata di immigrazione nella storia americana. Tra il 1880 e il 1920 milioni di immigrati, prevalentemente originari dell'Europa meridionale e orientale, giunsero negli Stati Uniti d'America. Migliaia di questi immigrati si stabilirono nell'Illinois centrale e monsignor Ryan dovette fare i conti con la fornitura di servizi religiosi a più di una dozzina di gruppi etnici. Riconobbe l'opportunità di offrire la predicazione e la confessione nella lingua nativa dei fedeli e cercò di fornire dei sacerdoti che parlassero le varie lingue. Fu, infatti, il primo vescovo della diocesi a monitorare sistematicamente le lingue della sua giurisdizione includendo una categoria linguistica nelle relazioni annuali delle parrocchie.
Morì il 2 luglio 1923 all'età di 75 anni. Aveva guidato la diocesi attraverso un periodo di crescita e di cambiamento ma sarebbe stato il suo successore, James Aloysius Griffin, a risvegliare la coscienza sociale della diocesi e a introdurla nel XX secolo. È sepolto nel Saint Patrick Cemetery di Godfrey.

## Genealogia episcopale
La genealogia episcopale è:
- Cardinale Scipione Rebiba
- Cardinale Giulio Antonio Santori
- Cardinale Girolamo Bernerio, O.P.
- Arcivescovo Galeazzo Sanvitale
- Cardinale Ludovico Ludovisi
- Cardinale Luigi Caetani
- Cardinale Ulderico Carpegna
- Cardinale Paluzzo Paluzzi Altieri degli Albertoni
- Cardinale Gaspare Carpegna
- Cardinale Fabrizio Paolucci
- Cardinale Francesco Barberini
- Cardinale Annibale Albani
- Cardinale Federico Marcello Lante Montefeltro della Rovere
- Vescovo Charles Walmesley, O.S.B.
- Arcivescovo John Carroll
- Cardinale Jean-Louis Anne Madelain Lefebvre de Cheverus
- Arcivescovo Ambrose Maréchal, P.S.S.
- Vescovo John Dubois, P.S.S.
- Arcivescovo John Joseph Hughes
- Cardinale John McCloskey
- Vescovo John Lancaster Spalding
- Vescovo James Ryan